# Roc de Benavent
El Roc de Benavent és una serra limítrof entre l'actual terme municipal d'Isona i Conca Dellà, pertanyent a l'antic municipi de Benavent de Tremp, al Pallars Jussà, i el de la Baronia de Rialb, de la comarca de la Noguera.
Tanca el terme i la comarca pel costat de llevant, i és la continuació cap al sud-oest de la Serra de la Conca. Queda just damunt i a llevant i al nord-est del poble de Benavent de la Conca.
Probablement és la serralada que apareix en un document del 973 amb la llegenda, en llatí tardà, baixmedieval, de Sumitatem de ipsa Serra.